# CNH Industrial
CNH Industrial é uma empresa multinacional Italiana que atua na fabricação de equipamentos de construção (como tratores, escavadeiras), agrícolas (como colheitadeiras e tratores agrícolas) e veiculos comerciais (como caminhões e ônibus), equipamentos marítimos e motores.É a segunda maior fabricante de equipamentos agrícolas do mundo atrás apenas da americana Deere & Company.
A companhia foi criada em 29 de setembro de 2013 após a fusão da Fiat Industrial e da CNH Global.A empresa é cotada na Bolsa de Valores de Nova York e na Borsa Italiana,a família italiana Agnelli através de sua empresa de investimentos a Exor são os maiores acionistas da CNH Industrial com 26,97% das ações.
Em dezembro 2013 a empresa possuía em todo o mundo mais de 60 unidades industriais e 50 centros de pesquisa e desenvolvimentoe devido a questões fiscais a sede da companhia fica em Londres, Reino Unidoem 31 de dezembro de 2014 possuía 69.207 empregados.

## Marcas

### Equipamentos agrícolas
- New Holland Agriculture
- Case IH
- Steyr Tractor (somente na Europa)

### Equipamentos de construção
- New Holland Construction
- Case Construction Equipment